# Nokianvirta
Nokianvirta es un río de Finlandia que pertenece al río Kokemäenjoki en Nokia y fluye desde el lago Pyhäjärvi cerca a Tampere hasta el lago Kulovesi, el cual es parte de un sistema de lagos desde los que el Kokemäenjoki comienza su curso hacia el Golfo de Botnia. Nokianvirta se encuentra en Nokia, el pueblo que dio su nombre a la corporación Nokia.